# Daniele Russo (Fußballspieler, 1973)
Daniele Russo (* 3. Juli 1973 in Rom) ist ein ehemaliger italienischer Fußballspieler und heutiger -trainer. Aktuell ist er Trainerassistent der türkischen Fußballnationalmannschaft.

## Stationen als Spieler
Russo startete seine Spielerkarriere bei Atletico Piombino in der Serie D. Im Jahr 1994 wechselte er zur US Centese in die Serie C. Ein Jahr später, 1995, trat Russo dem Zweitligisten AC Perugia bei. Zurück in der dritten Liga schloss er sich 1996 der US Pistoiese an. Zur zweiten Hälfte der Saison 1996/97 wechselte er zu Castel di Sangro, einem weiteren Zweitligisten. Im Jahr 2000 unterzeichnete er bei der AS Viterbese in der dritten Liga einen Vertrag. Seinen nächsten Wechsel machte Russo 2003 zum Zweitligisten Delfino Pescara. 2005 schloss er sich Atletico Roma an, einer Mannschaft in der Serie C.

## Stationen als Assistenztrainer
Im Jahr 2011 begann Russo seine Co-Trainerkarriere als Assistent von Vincenzo Montella bei Calcio Catania in der Serie A. Nach einer Saison wechselte er 2012/13 mit Montella zur AC Florenz, wo er bis 2015 assistierte. Danach agierte er eine Saison als Co-Trainer von Unai Emery beim FC Sevilla in der spanischen Primera División. Zur Saison 2016/17 wechselte Russo als Assistent von Montella zur AC Mailand. Nach der Entlassung Montellas am 27. November 2017 folgte er Ende desselben Jahres erneut Montella zum FC Sevilla. Aufgrund schwankender Leistungen der Mannschaft wurden sie im April 2018 entlassen, obwohl sie das Finale der Copa del Rey erreicht hatten. Im April 2019 kehrten Montella und Russo gemeinsam zur AC Florenz zurück. Im September 2021 wurden die beiden von Adana Demirspor in der Türkei verpflichtet.
Am 21. September 2023 wurde Montella zum Trainer der türkischen Fußballnationalmannschaft ernannt; Russo fungiert seitdem dort als sein Assistent.